# Globo de Matelica

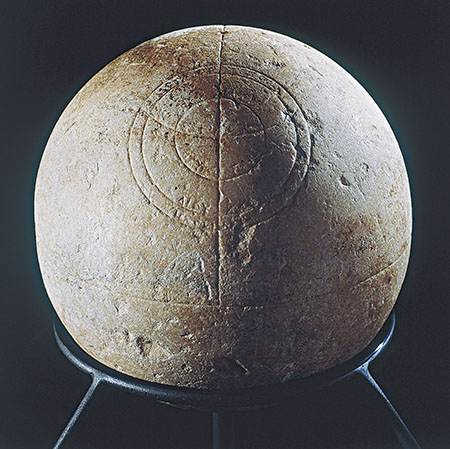

O Globo de Matelica é um antigo relógio de sol romano esculpido em uma esfera de mármore. O artefato foi encontrado durante a reconstrução de 1985 do Palazzo Pretorio medieval, atualmente Museu Cívico Arqueológico, de Matelica na região de Marcas, Itália.

## Descrição
Pensa-se que date dos primeiros dois séculos d.C. Existe um item semelhante, identificado em 1939 por Carl William Blegen em um museu em Náuplia. Grécia.
Tudo o que resta é o componente de pedra, gravado com uma variedade de linhas e letras inscritas. A esfera é cortada ao meio por uma linha central, enquanto em seu topo há três círculos concêntricos de vários diâmetros, cortados por um arco de círculo e nos quais ainda são visíveis palavras do alfabeto grego antigo. Além disso, possui 13 buracos, cada um marcado por uma letra grega. Nestes buracos havia - provavelmente - inserções metálicas que delineavam a hora.
Na parte inferior existe uma grande depressão cônica que termina com um grande furo retangular, provavelmente feito para fixar a base. Outras teorias para a esfera são que ela foi usada para cálculos astronômicos, portanto como uma esfera armilar ou para uso em astronomia esférica.